# Microsoft Certified Desktop Support Technician
Microsoft Certified Desktop Support Technician (MCDST) – jest świadectwem umiejętności udzielania pomocy technicznej w zakresie obsługi sprzętu oraz oprogramowania Microsoft Windows. Certyfikat uzyskuje się po zdaniu egzaminów z zakresu systemu klienckiego Windows XP.
Certyfikat został wycofany przez firmę Microsoft z powodu wprowadzenia systemu Vista, lecz jest nadal wspierany.